# Sadali
Sadali là một đô thị ở tỉnh Sud Sardegna, đảo Sardegna của Ý. Tại thời điểm năm 2006, đô thị này có dân số 1.054 và diện tích là 4.988 km² với mật độ 21,13 người/km².
Sadali giáp các đô thị: Esterzili, Nurri, Seui (Province of Ogliastra), Seulo, and Villanova Tulo.